# Miquel Llor
Miquel Llor i Forcada (Barcelona, 3 de mayo de 1894-Barcelona, 2 de mayo de 1966) fue un traductor –de Alberto Moravia entre otros–, cuentista y novelista español de la época anterior a la guerra civil. Figura clave para entender la recuperación y la evolución de la novela en la literatura catalana de principios del siglo XX (años 20 y 30) que había estado minimizada por movimientos esencialmente poéticos como el novecentismo. En su prosa destaca la influencia de las nuevas experimentaciones europeas –Marcel Proust, Sigmund Freud, Fiódor Dostoyevski y James Joyce–. Su obra más importante es Laura a la ciutat dels sants, ambientada en la ciudad de Vich.

## Biografía
Fue el hijo mediano, de tres hermanos, de una familia de la burguesía de Barcelona. Su padre procedía de la ciudad de Espluga de Francolí y su madre de Vich. Se quedó pronto huérfano de madre. A partir de los diez años, Miquel y su hermano Joan desarrollaron una escoliosis, enfermedad que les deformó la columna. Este hecho podría haber acelerado y propiciado su carácter retraído.
Dejó la escuela después de los estudios primarios. No hizo el servicio militar a causa de su enfermedad. De los veinte a los veintidós años trabajó como aprendiz en la Maquinista Terrestre y Marítima y, finalmente se incorporó como delineante a la empresa de patentes industriales de su hermano mayor, Joan. Siempre estuvo muy unido a su hermana Esperanza con quien compartía su interés por las artes. Viajó mucho por Europa y estudió idiomas.
En 1923, casi con treinta años de edad, su sensibilidad artística se decantó por la literatura, quizás debido a la asistencia a cursos de literatura catalana, para perfeccionar la lengua, organizados por la Mancomunidad de Cataluña. Este mismo año se inscribió a la sección de literatura del Ateneo Barcelonés, donde participó activamente. En 1928 empezó a trabajar en el Ayuntamiento de Barcelona, donde corregía y revisaba textos, sobre todo a partir de 1934. Durante la República fue director del servicio lingüístico y corrector de estilo del ayuntamiento de Barcelona. El mismo año 1934 se hizo miembro del Pen Club, una asociación internacional de escritores y participó como jurado de diversos premios.
En este período anterior a la guerra civil española, fue cuando produjo sus mejores obras. Su primera novela fue Historia gris (1925). En 1928 publicó Tàntal y en 1930, publicada en 1931, escribió Laura a la ciutat dels sants, su mejor novela. La guerra civil y la posguerra rompieron su esplendor creativo. Durante la guerra civil estuvo afiliado al sindicato de la CNT y continuó con su labor de traductor. Durante la postguerra fue depurado de su cargo del Ayuntamiento y se dedicó a hacer de anticuario en la galería L'Aura, actividad que se dedicó más plenamente cuando fue jubilado de su trabajo en el Ayuntamiento en el año 1960.
De esta etapa de postguerra destaca El somriure dels sants (1947), que pretendía ser una segunda parte de Laura a la ciutat del sants, y Un camí de Damasc (1958). Murió en 1966 después de dos años de padecer arteriosclerosis.

## Estilo literario
Llor nació, más o menos, por la época en que Carles Riba y Josep Maria de Sagarra polemizaban sobre cuál había de ser el nuevo modelo de la novela catalana. Y es justo en este momento cuando una nueva generación de jóvenes (Carles Soldevila, Francesc Trabal, Llorenc Villalonga) crearon propuestas novelísticas nuevas que se apartaban de los dictámenes y criterios de la generación del novecentismo, que había minimizado el valor de este género.
La vuelta de la novela catalana de finales de los años veinte y principios de los treinta moderniza el género siguiendo las nuevas corrientes literarias de la novela europea. En este sentido, la obra de Llor muestra influéncias de James Joyce, Marcel Proust, Gide, Svevo, Moravia, Dostoievski y sobre todo de Sigmund Freud. Precisamente la segunda novela, Tàntal, fue tildada de inmoral, por la crítica, por su freudismo, que chocó con el puritarismo dominante.
Su obra parte de la reflexión sobre la realidad pero el contacto con las nuevas experimentaciones europeas le llevan a analizar los personajes desde el psicoanálisis (Tàntal) y a dar una imagen aguda y crítica de la realidad. En sus novelas y cuentos se pone de manifiesto la percepción negativa que tiene Llor de la realidad, del comportamiento humano y de las relaciones amorosas.

## Obras

### Novelas
- Història grisa, 1925.
- Tàntal, 1928.
- Laura a la ciutat dels sants, 1931.
- L'endemà del dolor, 1937.
- El somriure dels sants, 1947.
- Jocs d'infants, 1950.
- Un camí de Damasc, 1959

### Cuentos
- L'Endemà del dolor, 1930. Compendio de cuentos.
- L'oreig al desert, 1934. Compendio de cuentos.
- L'esguard al mirall, 1934.
- Sis contes, 1935.
- Tots els contes: 1925-1950, 1952
- Viatge a qui sap on i altres narracions, 1977

### Ensayo teatral
- El premi a la virtut o un idil.li a la plaça de Sant Just, 1935.

## Traducciones
- Miquel Llor tradujo diversas obras, entre las que destacan:
- André Gide. Les caves del Vaticà, 1930.
- Martin Maurice. Amor, inconeguda terra. Barcelona: Proa, 1936.
- Alberto Moravia. Els indiferents. Barcelona: Proa, 1932.
- Giovanni Verga. Els mala-ànima. Barcelona: Proa, 1930.

## Premios
- 1930 - Premio extraordinario del Ayuntamiento de Gerona por L'endemà del dolor.
- 1930 - Premio Joan Crexells de narrativa por Laura a la ciutat dels sants.
- 1958 - Premio Joanot Martorell por Un camí de Damasc.